# Reggaeton
Reggaeton, tudi reggaeton ali reguetón, je glasbeni slog, ki je nastal v Portoriku v Združenih državah v poznih devetdesetih. Nanj vpliva ameriška hip hop, latinskoameriška in karibska glasba. Vključene so tudi prvine rapa. Petje je običajno v španščini.

## Izvajalci
Seznam najpopularnejših reggaeton glasbenikov:
- Angel y Khriz
- Zion y Lennox
- Wisin y Yandel
- Daddy Yankee
- Don Omar
- Tego Calderon
- Arcangel
- De La Ghetto
- Bad Bunny
- Trebol Clan
- Nengo Flow
- Nina Sky
- Nicky Jam
- J Balvin
- Ivy Queen
- Anuel AA
- Karol G
- Alexis y Fido
- Becky G
- Plan B
- Natti Natasha
- Maluma
- Sebastián Yatra
- Osmani García
- Gadiel
- Tito el bambino
- Farruko
- Noriel
- Ozuna
- Cosculluela
- Nacho
- Bryant Myers
- Elettra Lamborghini